# Grégory Tafforeau
Grégory Tafforeau (Bois-Guillaume, Francia, 29 de septiembre de 1976), futbolista francés. Juega de defensa y su actual equipo es el SM Caen de la Ligue 2 de Francia. 

## Clubes
| Club      | País    | Año       |
| --------- | ------- | --------- |
| SM Caen   | Francia | 1998-2001 |
| Lille OSC | Francia | 2001-2009 |
| SM Caen   | Francia | 2009-     |